# Меннинген
Меннинген (нем. Menningen) — община в Германии, в земле Рейнланд-Пфальц.
Входит в состав района Айфель-Битбург-Прюм. Подчиняется управлению Иррель. Население составляет 180 человек (на 31 декабря 2010 года). Занимает площадь 3,42 км².